# Wioślarstwo na Letnich Igrzyskach Olimpijskich 1996

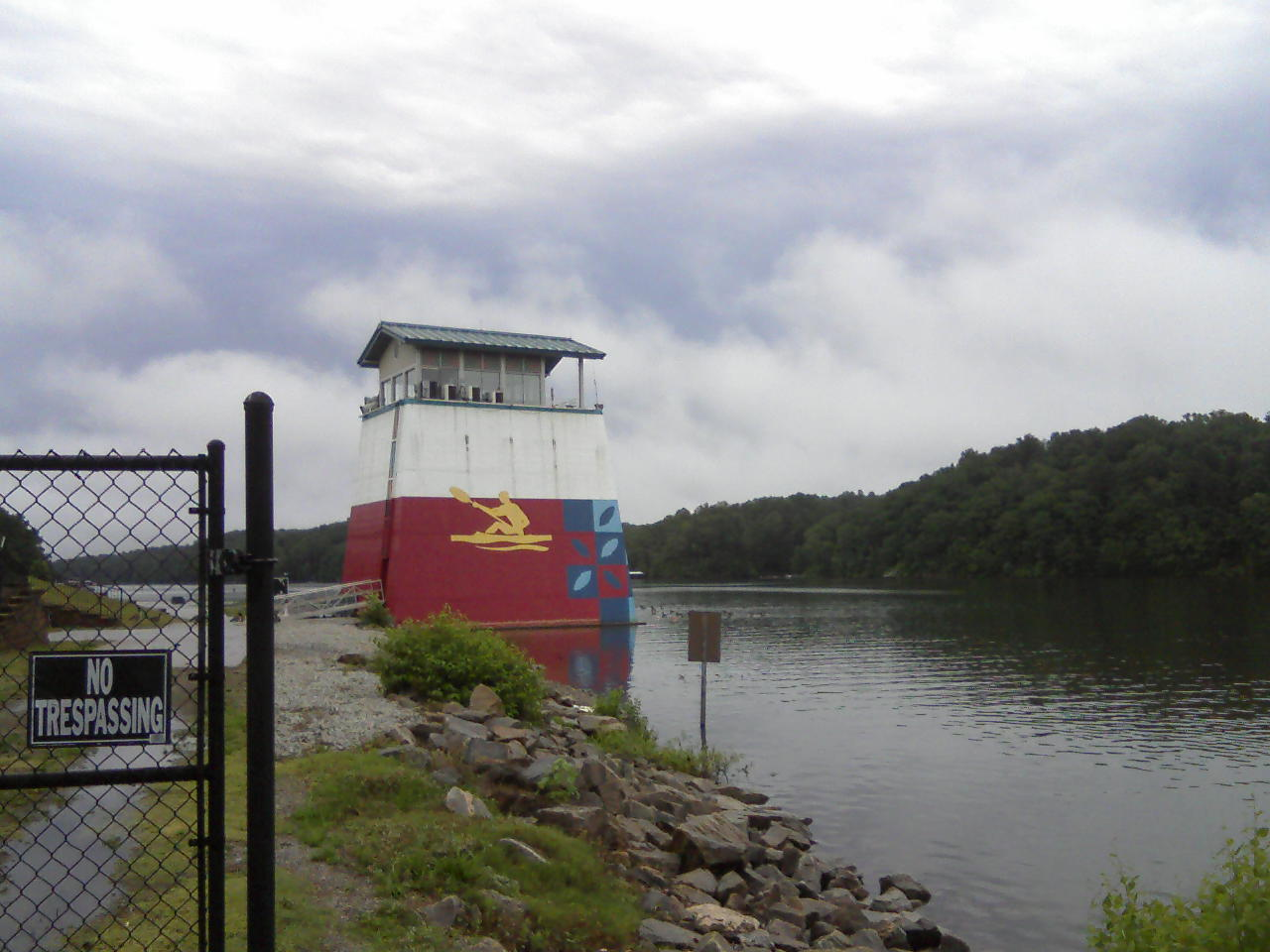
Miejsce zawodów wioślarskich i kajakarskich podczas igrzysk olimpijskich 1996.

Wioślarstwo na Letnich Igrzyskach Olimpijskich 1996 w Atlancie rozgrywane było w dniach 21–28 lipca 1996 roku. W zawodach wioślarskich wzięło udział 608 zawodników z 45 krajów (403 mężczyzn oraz 205 kobiet). Rozegrano 14 konkurencji – 8 męskich i 6 żeńskich. Po raz pierwszy rozegrano regaty w konkurencji dwójek podwójnych wagi lekkiej oraz męskich czwórek bez sternika wagi lekkiej.

## Konkurencje
| Konkurencja                       | Mężczyźni | Kobiety |
| --------------------------------- | --------- | ------- |
| jedynka                           | M1x       | W1x     |
| dwójka podwójna                   | M2x       | W2x     |
| dwójka bez sternika               | M2-       | W2-     |
| dwójka podwójna wagi lekkiej      | LM2x      | LW2x    |
| czwórka podwójna                  | M4x       | W4x     |
| czwórka bez sternika              | M4-       | –       |
| czwórka bez sternika wagi lekkiej | LM4-      | –       |
| ósemka ze sternikiem              | M8+       | W8+     |

## Medaliści

### Kobiety
| Konkurencja                  | Złoto | Rezultat | Srebro | Rezultat | Brąz | Rezultat |
| Jedynka                      | Białoruś · Kaciaryna Chodatowicz-Karsten | 7.32,21  | Kanada · Silken Laumann | 7.35,15  | Dania · Trine Hansen | 7.37,20  |
| Dwójka podwójna              | Kanada · Marnie McBean · Kathleen Heddle | 6.56,84  | Chiny · Cao Mianying · Zhang Xiuyun | 6.58,35  | Holandia · Irene Eijs · Eeke van Nes | 6.58,72  |
| Dwójka bez sternika          | Australia · Megan Still · Kate Slatter | 7.01,39  | Stany Zjednoczone · Missy Schwen-Ryan · Karen Kraft | 7.01,78  | Francja · Christine Gossé · Hélène Cortin | 7.03,82  |
| Dwójka podwójna wagi lekkiej | Rumunia · Constanța Burcică · Camelia Macoviciuc-Mihalcea | 7.12,78  | Stany Zjednoczone · Teresa Bell · Lindsay Burns | 7.14,65  | Australia · Rebecca Joyce · Virginia Lee | 7.16,56  |
| Czwórka podwójna             | Niemcy · Jana Sorgers · Katrin Rutschow-Stomporowski · Kathrin Boron · Kerstin Köppen                                                                                                  | 6.27,44  | Ukraina · Ołena Ronżyna · Inna Frołowa · Switłana Mazij · Dina Miftachutdynowa                                                                              | 6.30,36  | Kanada · Laryssa Biesenthal · Marnie McBean · Diane O’Grady · Kathleen Heddle | 6.30,38  |
| Ósemka                       | Rumunia · Anca Tănase · Veronica Cogeanu-Cochelea · Liliana Gafencu · Doina Spîrcu · Ioana Olteanu · Elisabeta Oleniuc-Lipă · Marioara Popescu-Ciobanu · Doina Ignat · Elena Georgescu | 6.19,73  | Kanada · Heather McDermid · Tosha Tsang · Maria Maunder · Alison Korn · Emma Robinson · Anna Van der Kamp · Jessica Monroe · Theresa Luke · Lesley Thompson | 6.24,05  | Białoruś · Natalla Łaurynienka · Alaksandra Pankina · Natalla Wauczok · Tamara Dawydienko · Walancina Skrabatun · Jelena Mikulicz · Natalla Stasiuk · Marina Znak · Jarasława Paułowicz | 6.24,44  |

### Mężczyźni
| Konkurencja                       | Złoto | Rezultat | Srebro | Rezultat | Brąz | Rezultat |
| Jedynka                           | Szwajcaria · Xeno Müller | 6.44,85  | Kanada · Derek Porter-Nesbitt | 6.47,45  | Niemcy · Thomas Lange | 6.47,72  |
| Dwójka podwójna                   | Włochy · Davide Tizzano · Agostino Abbagnale | 6.16,98  | Norwegia · Kjetil Undset · Steffen Størseth | 6.18,42  | Francja · Frédéric Kowal · Samuel Barathay | 6.19,85  |
| Dwójka bez sternika               | Wielka Brytania · Steven Redgrave · Matthew Pinsent | 6.20,09  | Australia · David Weightman · Robert Scott | 6.21,02  | Francja · Michel Andrieux · Jean-Christophe Rolland | 6.22,15  |
| Dwójka podwójna wagi lekkiej      | Szwajcaria · Markus Gier · Michael Gier | 6.23,47  | Holandia · Maarten van der Linden · Pepijn Aardewijn | 6.26,48  | Australia · Anthony Edwards · Bruce Hick | 6.26,69  |
| Czwórka bez sternika              | Australia · Drew Ginn · James Tomkins · Nick Green · Mike McKay | 6.06,37  | Francja · Gilles Bosquet · Daniel Fauché · Bertrand Vecten · Olivier Moncelet                                                                                   | 6.07,03  | Wielka Brytania · Rupert Obholzer · Jonny Searle · Greg Searle · Tim Foster | 6.07,28  |
| Czwórka bez sternika wagi lekkiej | Dania · Niels Henriksen · Thomas Poulsen · Eskild Ebbesen · Victor Feddersen                                                                                           | 6.09,58  | Kanada · Jeffrey Lay · Dave Boyes · Gavin Hassett · Brian Peaker                                                                                                | 6.10,13  | Stany Zjednoczone · David Collins · Jeff Pfaendtner · Marc Schneider · Bill Carlucci | 6.12,29  |
| Czwórka podwójna                  | Niemcy · André Steiner · Andreas Hajek · Stephan Volkert · André Willms                                                                                                | 5.56,39  | Stany Zjednoczone · Tim Young · Brian Jamieson · Eric Mueller · Jason Gailes                                                                                    | 5.59,10  | Australia · Janusz Hooker · Duncan Free · Ron Snook · Bo Hanson | 6.01,65  |
| Ósemka                            | Holandia · Henk-Jan Zwolle · Diederik Simon · Michiel Bartman · Koos Maasdijk · Niels van der Zwan · Niels van Steenis · Ronald Florijn · Nico Rienks · Jeroen Duyster | 5.42,74  | Niemcy · Frank Richter · Mark Kleinschmidt · Wolfram Huhn · Marc Weber · Detlef Kirchhoff · Thorsten Streppelhoff · Ulrich Viefers · Roland Baar · Peter Thiede | 5.44,58  | Rosja · Anton Czermaszencew · Andriej Głuchow · Dmitrij Rozinkiewicz · Władimir Wołodienkow · Nikołaj Aksionow · Roman Monczenko · Pawieł Mielnikow · Siergiej Matwiejew · Aleksandr Łukjanow | 5.45,77  |

## Państwa uczestniczące
W zawodach wzięło udział 608 wioślarzy z 45 krajów:

- Algieria (1)
- Argentyna (22)
- Australia (45)
- Austria (13)
- Belgia (5)
- Białoruś (17)
- Brazylia (6)
- Bułgaria (5)
- Chiny (13)
- Chorwacja (8)
- Czechy (5)
- Dania (13)
- Egipt (1)
- Estonia (1)
- Finlandia (2)
- Francja (21)
- Grecja (5)
- Hiszpania (11)
- Holandia (34)
- Hongkong (1)
- Irlandia (6)
- Japonia (11)
- Kanada (32)
- Korea Południowa (4)
- Kuba (2)
- Litwa (3)
- Łotwa (4)
- Meksyk (2)
- Niemcy (48)
- Norwegia (11)
- Nowa Zelandia (11)
- Polska (12)
- Portugalia (4)
- RPA (8)
- Rosja (24)
- Rumunia (30)
- Słowacja (2)
- Słowenia (7)
- Stany Zjednoczone (46)
- Szwajcaria (11)
- Szwecja (9)
- Ukraina (20)
- Węgry (3)
- Wielka Brytania (37)
- Włochy (32)

## Klasyfikacja medalowa
| Lp. | Państwo           |   |   |   | Razem |
| --- | ----------------- | - | - | - | ----- |
| 1.  | Australia         | 2 | 1 | 3 | 6     |
| 2.  | Niemcy            | 2 | 1 | 1 | 4     |
| 3.  | Rumunia           | 2 | 0 | 0 | 2     |
| 3.  | Szwajcaria        | 2 | 0 | 0 | 2     |
| 5.  | Kanada            | 1 | 4 | 1 | 6     |
| 6.  | Holandia          | 1 | 1 | 1 | 3     |
| 7.  | Białoruś          | 1 | 0 | 1 | 2     |
| 7.  | Wielka Brytania   | 1 | 0 | 1 | 2     |
| 7.  | Dania             | 1 | 0 | 1 | 2     |
| 10. | Włochy            | 1 | 0 | 0 | 1     |
| 11. | Stany Zjednoczone | 0 | 3 | 1 | 4     |
| 12. | Francja           | 0 | 1 | 3 | 4     |
| 13. | Ukraina           | 0 | 1 | 0 | 1     |
| 13. | Chiny             | 0 | 1 | 0 | 1     |
| 13. | Norwegia          | 0 | 1 | 0 | 1     |
| 16. | Rosja             | 0 | 0 | 1 | 1     |